# Ніколаєвка (селище, Михайловський район)
Нікола́євка (рос. Николаевка) — селище у складі Михайловського району Алтайського краю, Росія. Входить до складу Ніколаєвської сільської ради.

## Населення
Населення — 5 осіб (2010; 36 у 2002).
Національний склад (станом на 2002 рік):
- росіяни — 89 %